# Telodorcus ternatensis
Telodorcus ternatensis es una especie de coleóptero de la familia Lucanidae.

## Distribución geográfica
Habita en Ternate, Halmahera, Morotai, Bacan y Mandioli, en las Molucas (Indonesia).